# Ginástica artística nos Jogos Pan-Americanos de 2019 - Solo feminino
A competição de solo feminino foi um dos eventos da ginástica artística nos Jogos Pan-Americanos de 2019. Foi disputada no Polideportivo Villa El Salvador no dia 31 de julho. 

## Calendário
Horário local (UTC-5).
| Data        | Horário | Fase  |
| ----------- | ------- | ----- |
| 31 de julho | 14:20   | Final |

## Medalhistas
| Ouro   | CAN Brooklyn Moors |
| Prata  | USA Kara Eaker     |
| Bronze | BRA Flávia Saraiva |

## Resultados

### Qualificação
| Pos. | Ginasta                | Solo   | Notas |
| ---- | ---------------------- | ------ | ----- |
| 1    | USA Riley McCusker     | 14.050 | Q     |
| 2    | USA Kara Eaker         | 13.850 | Q     |
| 3    | BRA Flávia Saraiva     | 13.800 | Q     |
| 4    | CAN Ellie Black        | 13.550 | Q     |
| 5    | CAN Brooklyn Moors     | 13.500 | Q     |
| 6    | BRA Thaís Fidélis      | 13.300 | Q     |
| 7    | ARG Martina Dominici   | 13.200 | Q     |
| 8    | ARG Abigail Magistrati | 13.100 | Q     |
| 9    | GUA Ana Irene Palacios | 12.950 | R     |
| 10   | PER Ariana Orrego      | 12.850 | R     |
| 11   | CUB Marcia Vidiaux     | 12.800 | R     |

### Final
| Pos.              | Ginasta                | Solo   | Notas |
| ----------------- | ---------------------- | ------ | ----- |
| Medalha de ouro   | CAN Brooklyn Moors     | 13.900 |       |
| Medalha de prata  | USA Kara Eaker         | 13.800 |       |
| Medalha de bronze | BRA Flávia Saraiva     | 13.766 |       |
| 4                 | CAN Ellie Black        | 13.433 |       |
| 5                 | USA Riley McCusker     | 13.300 |       |
| 6                 | ARG Martina Dominici   | 13.233 |       |
| 7                 | BRA Thaís Fidélis      | 12.966 |       |
| 8                 | ARG Abigail Magistrati | 12.866 |       |